# Berchtesgadener Alpen
Berchtesgadener Alpen (română Alpii Berchtesgadener) sunt o grupă muntoasă din Alpii Calcaroși de Nord, care se întind în sudul Germaniei (Bavaria) și vestul Austriei, în landul Salzburg. 
Munții sunt delimitați de râurile Saalach, Salzach, dar și de lacul Zeller. În nordul lanțului muntos se află localitatea Bad Reichenhall. Vârful cel mai înalt este Hochkönig cu altitudinea de 2.941 m deasupra n.m.